# Cheilopogon melanurus
Il pesce volante atlantico (Cheilopogon melanurus (Valenciennes, 1847)) è un pesce osseo della famiglia Exocoetidae che vive nell'Oceano Atlantico.

## Descrizione
Raggiunge i 32 centimetri di lunghezza ma normalmente non supera i 25.

## Biologia
Come tutti i pesci volanti è in grado di effettuare brevi planate fuor d'acqua per sfuggire ai predatori.